# Cleómenes de Náucratis
Cleómenes de Náucratis (português europeu) ou Cleômenes de Náucratis (português brasileiro) foi um sátrapa do Egito, indicado por Alexandre, o Grande. Ele foi morto por Ptolemeu, filho de Lago, por ser considerado amigo de Pérdicas.
Quando Alexandre organizou o recém conquistado Egito, ele colocou vários governadores nas províncias: os egípcios Doloaspis e Petisis em Mênfis (porém Petisis não aceitou), Apolônio, filho de Clarinius na Líbia e Cleómenes de Náucratis na região de Heliópolis, próxima da Arábia. Cada governador foi autorizado a governar seu distrito de acordo com os costumes antigos, mas Cleómenes deveria colher todos os tributos. Outras posições importantes ordenadas por Alexandre foram: Pantaleão de Pidna como comandante da guarnição de Mênfis, Polemo filho de Mégacles, um Pallean, como comandante da guarnição de Pelúsia, Licidas, um Etólio, como comandante dos auxiliares gregos, Eugnostus, filho de Xenofantes, como secretário destas tropas, Ésquilo e Ephippus de Calcídia como supervisores, Peucestas, filho de Macartatus e Balacrus, filho de Amintas, como generais do exército deixado no Egito, Polerno (ou Polemo) filho de Terâmenes como almirante da frota. Alexandre dividiu o governo do Egito entre vários homens porque ele havia percebido a força do país, e não achou seguro confiar o país a um só homem.
Segundo Arriano, Cleómenes era um homem mau e cometeu vários atos de injustiça no Egito; apesar disso, Alexandre o encarregou de preparar templos para o heroi Heféstion, e escreveu uma carta dizendo que perdoaria todos seus crimes se os altares e ritos estivessem prontos.